# Розмарин, Стефан

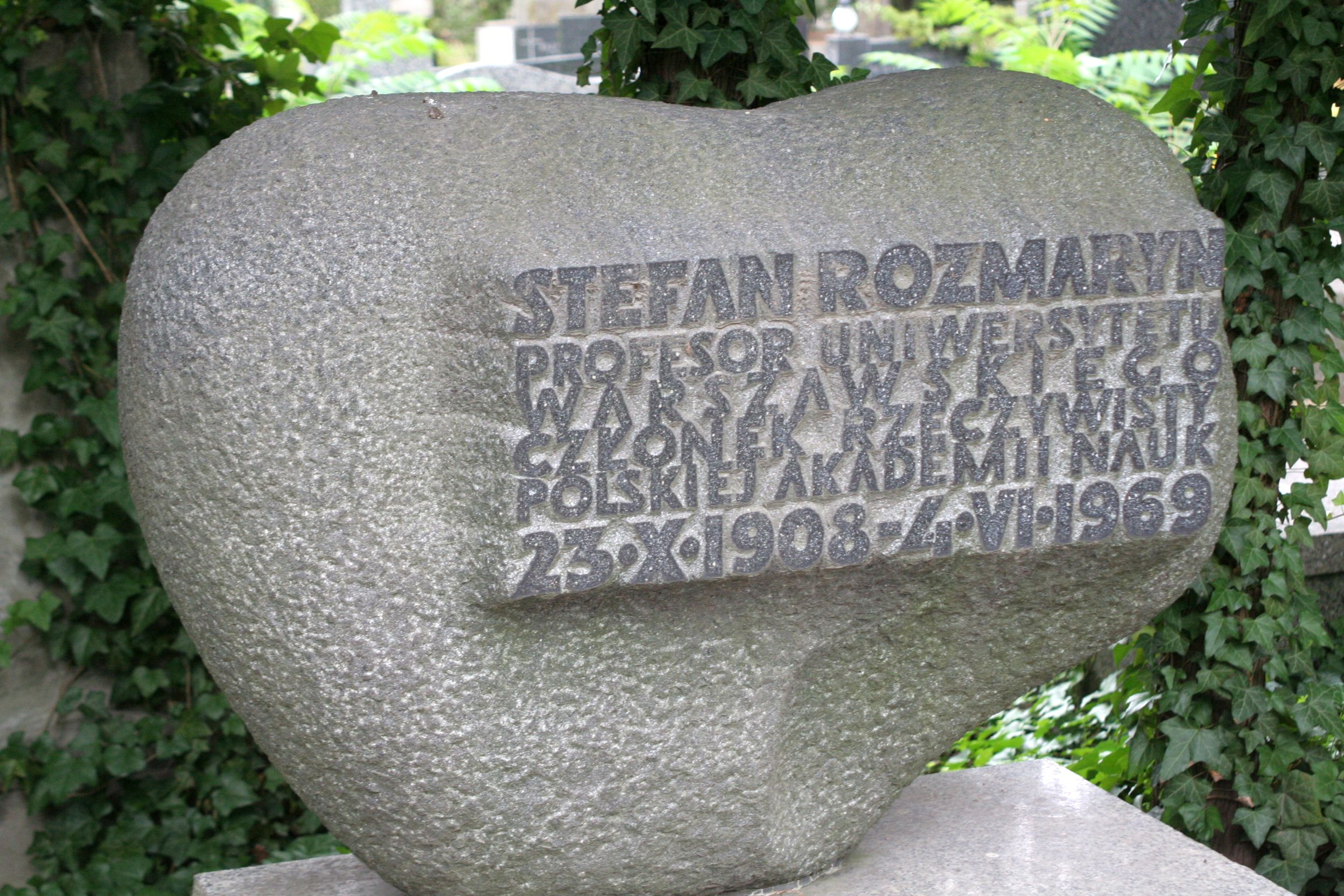
Надгробие С. Розмарина на кладбище Воинские Повонзки в Варшаве

Стефан Розмарин (пол. Stefan Rozmaryn; 23 октября 1908, Львов — 4 июня 1969, Варшава) — польский юрист и государственный деятель, специалист в области государственного права, профессор, член Польской АН (1952).
Главный автор Конституции Польской Народной Республики 1952 года. Ведущий теоретик марксистского конституциализма в Польше.

## Биография
Окончил факультет права и политических навыков львовского университета Яна Казимира. В 1930 году получил научную степень доктора права.
До начала Второй мировой войны был юристом во Львове. После вхождения Западной Украины в состав СССР, работал на юридическом факультете Университета им. Ивана Франко (Львов). В 1941 эвакуировался из Львова и преподавал право и был деканом в Свердловском юридическом институте и Казанском университете.
Член Союза польских патриотов. После окончания войны — начальник департамента Министерства юстиции Польши.
С 1946 — член и деятель Польской рабочей партии, затем ПОРП.
В 1947—1969 — профессор Варшавского университета, заведующий кафедры государственного права.
В 1950—1969 — генеральный директор управления делами Совета Министров Польской Народной Республики.
С 1952 — член-корреспондент, а с 1961 — член польской академии наук. Почетный доктор университета им. А. Мицкевича в Познани.
В 1960—1962 — вице-президент, а затем президент (1962—1964) Международной ассоциации юридических наук, член Академии сравнительного права.
Похоронен в Варшаве на кладбище Воинские Повонзки.

## Избранные публикации
- Prawo podatkowe a prawo prywatne w świetle wykładni prawa (Варшава, 1939);
- Polskie prawo państwowe (Варшава, 1949);
- Prawo i państwo (Варшава, 1949);
- Nauka o państwie. Ustrój państw kapitalistycznych. Część ogólna (Варшава, 1949);
- O nowe pojęcie polskiego systemu skarbowego (Варшава, 1949);
- Organizacja szkolnictwa wyższego w ZSRR (Варшава, 1949);
- Sąd Najwyższy Stanów Zjednoczonych narzędziem agresywnych sił (Варшава, 1951);
- Z zagadnień wyborów do rad narodowych (Варшава, 1954);
- Konstytucja jako ustawa zasadnicza PRL, (Варшава, 1961);
- Ustawa w PRL, (Варшава, 1964) и др.

## Награды
- Командор со звездой Ордена Возрождения Польши
- Орден «Знамя Труда» 1 степени
- Орден «Знамя Труда» 2 степени